# Schriftliche Überlieferung
Schriftliche Überlieferung bezeichnet die Verschriftlichung der mündlichen Überlieferung. Ähnlich wie das Fremdwort Tradition ist mit „Überlieferung“ entweder das Überliefern gemeint, also der Vorgang der Weitergabe eines Textes, oder das Überlieferte, sprich der Text selbst als das Ergebnis der Weitergabe – dann geht es folglich um den Inhalt, der dank des Überlieferns zur Verfügung steht.
Die schriftliche Überlieferung gilt als besonders verlässlich, so etwa bei Manuskripten, wenngleich auch mündliche Überlieferung bei kritischer Verwendung zuverlässig sein kann, wie z. B. manche Erfolge der sogenannten Oral History zeigen. Die wissenschaftlichen Methoden der Textkritik dient der Prüfung der schriftlichen Überlieferung auf ihre Echtheit und Zuverlässigkeit.
Man unterscheidet bei der schriftlichen Überlieferung zwischen
1. direkter Überlieferung (Primärüberlieferung, die Übermittlung eines Textes durch Kopieren des gesamten Textes oder großer Teile von ihm unabhängig von anderen Texten) und
2. indirekter Überlieferung (Sekundärüberlieferung, wenn Teile eines Textes als Zitate Eingang in andere Texte gefunden haben und als Teile des neuen Textes weitergegeben werden).